# Anthomyia diadema
Anthomyia diadema este o specie de muște din genul Anthomyia, familia Anthomyiidae. A fost descrisă pentru prima dată de Johann Wilhelm Meigen în anul 1826.
Este endemică în Germania. Conform Catalogue of Life specia Anthomyia diadema nu are subspecii cunoscute.